# Samariterstraße
Die Samariterstraße ist eine rund 700 Meter lange Straße von der Frankfurter Allee zur Eldenaer Straße im Berliner Ortsteil Friedrichshain. Sie bildet die Mittelachse des nach ihr benannten Samariterviertels.
Ihren Namen hat die Straße seit 1895 nach der anliegenden Samariterkirche. Vorher wurde sie im Bebauungsplan als Straße 63 und Straße 63a bezeichnet.
Durch die umfangreichen Sanierungsmaßnahmen in den letzten Jahren hat sich die Samariterstraße zu einer der beliebten Adressen innerhalb der östlichen Berliner Innenstadt entwickelt. So erstrahlen die vorwiegend um die Wende zum 20. Jahrhundert entstandenen Wohnhäuser heute in neuem Glanz. In der von Ebereschen gesäumten Straße befinden sich zahlreiche Ladengeschäfte. Die in Richtung Frankfurter Allee leicht abschüssige Straße ist gesäumt von zahlreichen Bäumen und mit Kopfsteinpflaster ausgestattet.
Mittelpunkt bildet der Samariterplatz mit der Samariterkirche auf der Höhe der Bänschstraße. An der Einmündung in die Frankfurter Allee befindet sich der von 1928 bis 1930 von Alfred Grenander errichtete U-Bahnhof Samariterstraße der U-Bahn-Linie U5.
Die Initiative für ein aktives Gedenken, ein Zusammenschluss von Antifa-Gruppen und Kommunalpolitikern, forderte die Benennung einer Straße nach dem 1992 von Neonazis im U-Bahnhof Samariterstraße ermordeten Hausbesetzer Silvio Meier. Im April 2013 wurde die parallel zur Samariterstraße verlaufende Gabelsbergerstraße in Silvio-Meier-Straße umbenannt.